# Roadracing-VM 1991
Världsmästerskapen i Roadracing 1991 arrangerades av Internationella motorcykelförbundet och innehöll klasserna 500GP, 250GP och 125GP i Grand Prix-serien samt Superbike, Sidvagn och Endurance som återkom som VM-klass. VM-titlar delades ut till bästa förare och till bästa konstruktör. Grand Prix-serien kördes över 15 deltävlingar.
| Klass     | Mästare individuellt                      | Mästare konstruktörer |
| --------- | ----------------------------------------- | --------------------- |
| 500GP     | Wayne Rainey (Yamaha)                     | Yamaha                |
| 250GP     | Luca Cadalora (Honda)                     | Honda                 |
| 125GP     | Loris Capirossi (Honda)                   | Honda                 |
| Superbike | Doug Polen (Ducati)                       | Ducati                |
| Endurance | Alex Vieira (Honda)                       | -                     |
| Sidvagn   | Steve Webster/Gavin Simmons (LCR-Krauser) | LCR-Krauser           |

## 500 GP
Wayne Rainey vann sitt andra raka mästerskap för Yamaha. Han hade även en klassisk duell med Kevin Schwantz på Hockenheim, som han dock förlorade. Schwantz slutade trea i mästerskapet bakom Mick Doohan.

### Delsegrare
| Bana           | Vinnare        | Märke  |
| -------------- | -------------- | ------ |
| Suzuka         | Kevin Schwantz | Suzuki |
| Eastern Creek  | Wayne Rainey   | Yamaha |
| Laguna Seca    | Wayne Rainey   | Yamaha |
| Jerez          | Mick Doohan    | Honda  |
| Misano         | Mick Doohan    | Honda  |
| Hockenheim     | Kevin Schwantz | Suzuki |
| Salzburgring   | Mick Doohan    | Honda  |
| Jarama         | Wayne Rainey   | Yamaha |
| Assen          | Kevin Schwantz | Suzuki |
| Paul Ricard    | Wayne Rainey   | Yamaha |
| Donington Park | Kevin Schwantz | Suzuki |
| Mugello        | Wayne Rainey   | Yamaha |
| Brno           | Wayne Rainey   | Yamaha |
| Le Mans        | Kevin Schwantz | Suzuki |
| Shah Alam      | John Kocinski  | Yamaha |

### Slutställning
| Placering | Förare         | Team                | Poäng |
| --------- | -------------- | ------------------- | ----- |
| 1         | Wayne Rainey   | Marlboro Yamaha     | 233   |
| 2         | Mick Doohan    | Rothmans Honda      | 224   |
| 3         | Kevin Schwantz | Lucky Strike Suzuki | 204   |
| 4         | John Kocinski  | Marlboro Yamaha     | 161   |
| 5         | Wayne Gardner  | Rothmans Honda      | 161   |
| 6         | Eddie Lawson   | Cagiva              | 126   |

## 250GP
Mästare i den näst största klassen blev italienaren Luca Cadalora för Honda. De fem första placeringarna togs alla av den japanska jätten.

### Delsegrare
| Bana           | Vinnare             | Märke   |
| -------------- | ------------------- | ------- |
| Suzuka         | Luca Cadalora       | Honda   |
| Eastern Creek  | Luca Cadalora       | Honda   |
| Laguna Seca    | Luca Cadalora       | Honda   |
| Jerez          | Helmut Bradl        | Honda   |
| Misano         | Luca Cadalora       | Honda   |
| Hockenheim     | Helmut Bradl        | Honda   |
| Salzburgring   | Helmut Bradl        | Honda   |
| Jarama         | Luca Cadalora       | Honda   |
| Assen          | Pierfrancesco Chili | Aprilia |
| Paul Ricard    | Loris Reggiani      | Aprilia |
| Donington Park | Luca Cadalora       | Honda   |
| Mugello        | Luca Cadalora       | Honda   |
| Brno           | Helmut Bradl        | Honda   |
| Le Mans        | Helmut Bradl        | Honda   |
| Shah Alam      | Luca Cadalora       | Honda   |

### Slutställning
| Placering | Förare           | Märke   | Poäng |
| --------- | ---------------- | ------- | ----- |
| 1         | Luca Cadalora    | Honda   | 237   |
| 2         | Helmut Bradl     | Honda   | 220   |
| 3         | Carlos Cardús    | Honda   | 205   |
| 4         | Wilco Zeelenberg | Honda   | 158   |
| 5         | Masahiro Shimizu | Honda   | 142   |
| 6         | Loris Reggiani   | Aprilia | 128   |

## 125GP
För andra året i rad vann den 18-årige Loris Capirossi 125GP-klassen efter en tuff duell mot Fausto Gresini under hela säsongen.

### Delsegrare
| Bana           | Vinnare             | Märke   |
| -------------- | ------------------- | ------- |
| Suzuka         | Noboru Ueda         | Honda   |
| Eastern Creek  | Loris Capirossi     | Honda   |
| Jerez          | Noboru Ueda         | Honda   |
| Misano         | Fausto Gresini      | Honda   |
| Hockenheim     | Ralf Waldmann       | Honda   |
| Salzburgring   | Fausto Gresini      | Honda   |
| Jarama         | Loris Capirossi     | Honda   |
| Assen          | Ralf Waldmann       | Honda   |
| Paul Ricard    | Loris Capirossi     | Honda   |
| Donington Park | Loris Capirossi     | Honda   |
| Mugello        | Peter Öttl          | Rotax   |
| Brno           | Alessandro Gramigni | Aprilia |
| Shah Alam      | Loris Capirossi     | Honda   |

### Slutställning
| Placering | Förare          | Märke   | Poäng |
| --------- | --------------- | ------- | ----- |
| 1         | Loris Capirossi | Honda   | 200   |
| 2         | Fausto Gresini  | Honda   | 182   |
| 3         | Ralf Waldmann   | Honda   | 141   |
| 4         | Gabriele Debbia | Aprilia | 111   |
| 5         | Noboru Ueda     | Honda   | 105   |
| 6         | Jorge Martínez  | Cobas   | 99    |